# Поход на Пиро Спано, Дан II и Фружин срещу Османската империя (1425)
Походът на Пипо Спано, Дан II и Фружин е военно действие, предприето от тримата членове, принадлежащи на Ордена на дракона срещу Османската Империя през 1425 г.
Обединените христянски сили, начело с унгарския пълководец Пипо Спано, влашкия войвода Дан II и българския княз Фружин, настъпват към северните територии на Османската империя и успяват да разгромят османска войска край Ветрен. Поради изразения героизъм на Фружин, който се излагал на смърт, след смъртта на Пипо Спано Сигизмунд му дарява владенията на Липова.